# Lago Rincón del Bonete
Lago Rincón del Bonete (zwane również Embalse del Río Negro) – sztuczne jezioro w Urugwaju. Znajduje się w centrum kraju pomiędzy departamentami Tacuarembó i Peach. Powierzchnia jeziora wynosi 1240 kilometrów kwadratowych.
Jezioro powstało w 1945 w wyniku zatopienia kilku łączących się dolin rzecznych, w związku z tym jego linia brzegowa jest bardzo urozmaicona i poszarpana. Zbiornik ten powstał w związku z budową największej w kraju zapory i elektrowni – Rincón del Bonete.
W pobliżu jeziora znajdują się miasto Paso de los Toros oraz wieś Rincón del Bonete.

## Galeria

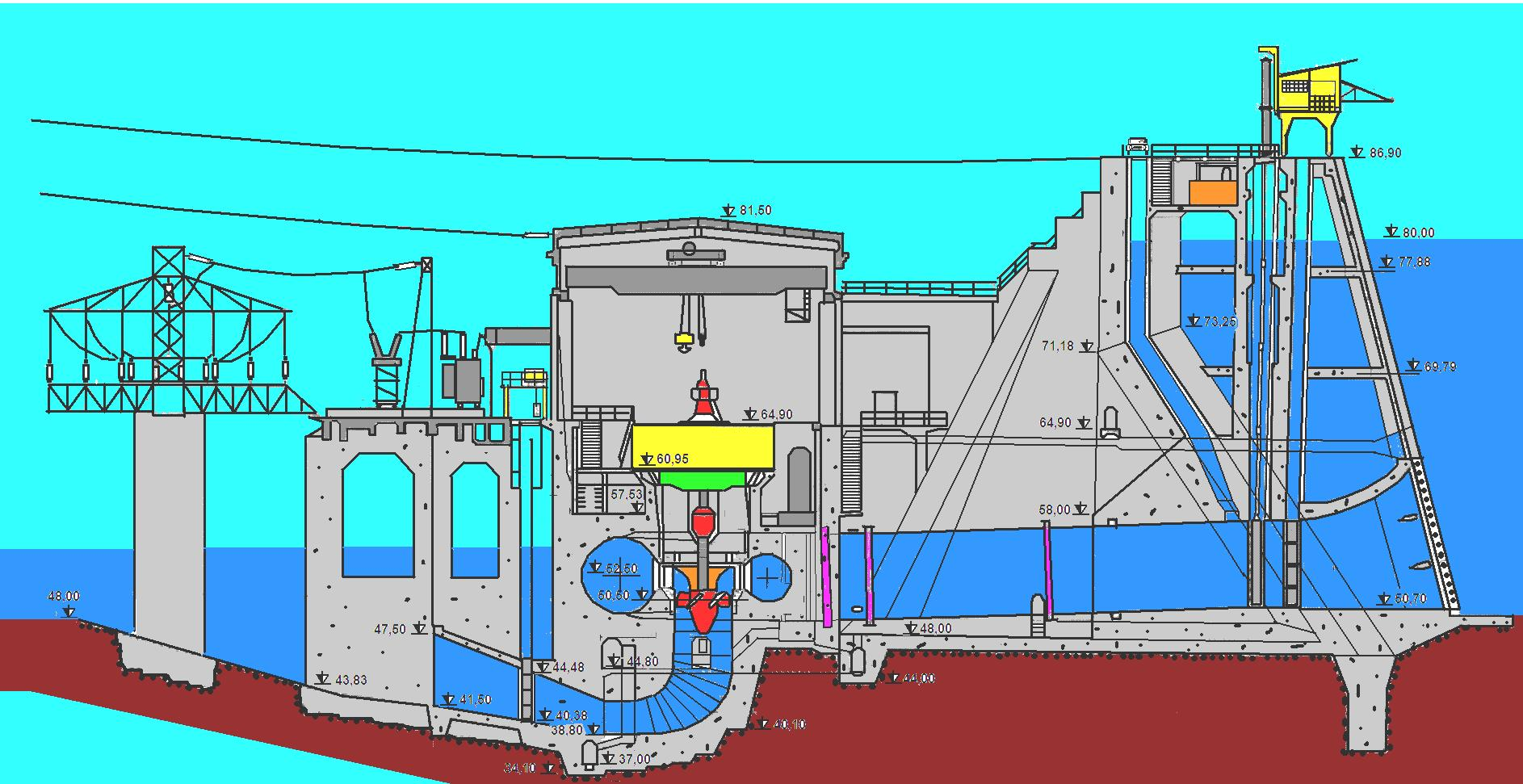
Rysunek hydroelektrowni w Lago Artificial de Rincón del Bonete